# Bereisungsschiff
Ein Bereisungsschiff ist ein Schiff, das hauptsächlich zum Bereisen von bestimmten Zielen durch dafür zuständige Behörden eingesetzt wird.
Bei der Wasserstraßen- und Schifffahrtsverwaltung des Bundes haben Bereisungsschiffe die Aufgabe, Personal zu den Wasserbauwerken und Anlagen an den Bundeswasserstraßen zu transportieren. Es dient auch dienstlichen Besprechungen und Veranstaltungen an Bord. Bereisungsschiffe verfügen normalerweise über eine recht schlichte Ausstattung.
Durch eine Anordnung des BMVI von 2010 sollen eigene Verkehrsmittel für dienstliche Veranstaltungen jedoch nur noch äußerst zurückhaltend eingesetzt werden. In diesem Zusammenhang hat der Bundesrechnungshof bei der Leo Sympher deren Wirtschaftlichkeit bezweifelt und die Behörden aufgefordert, das Schiff außer Dienst zu stellen und über die Vebeg zu veräußern.

## Beispiele für Bereisungsschiffe

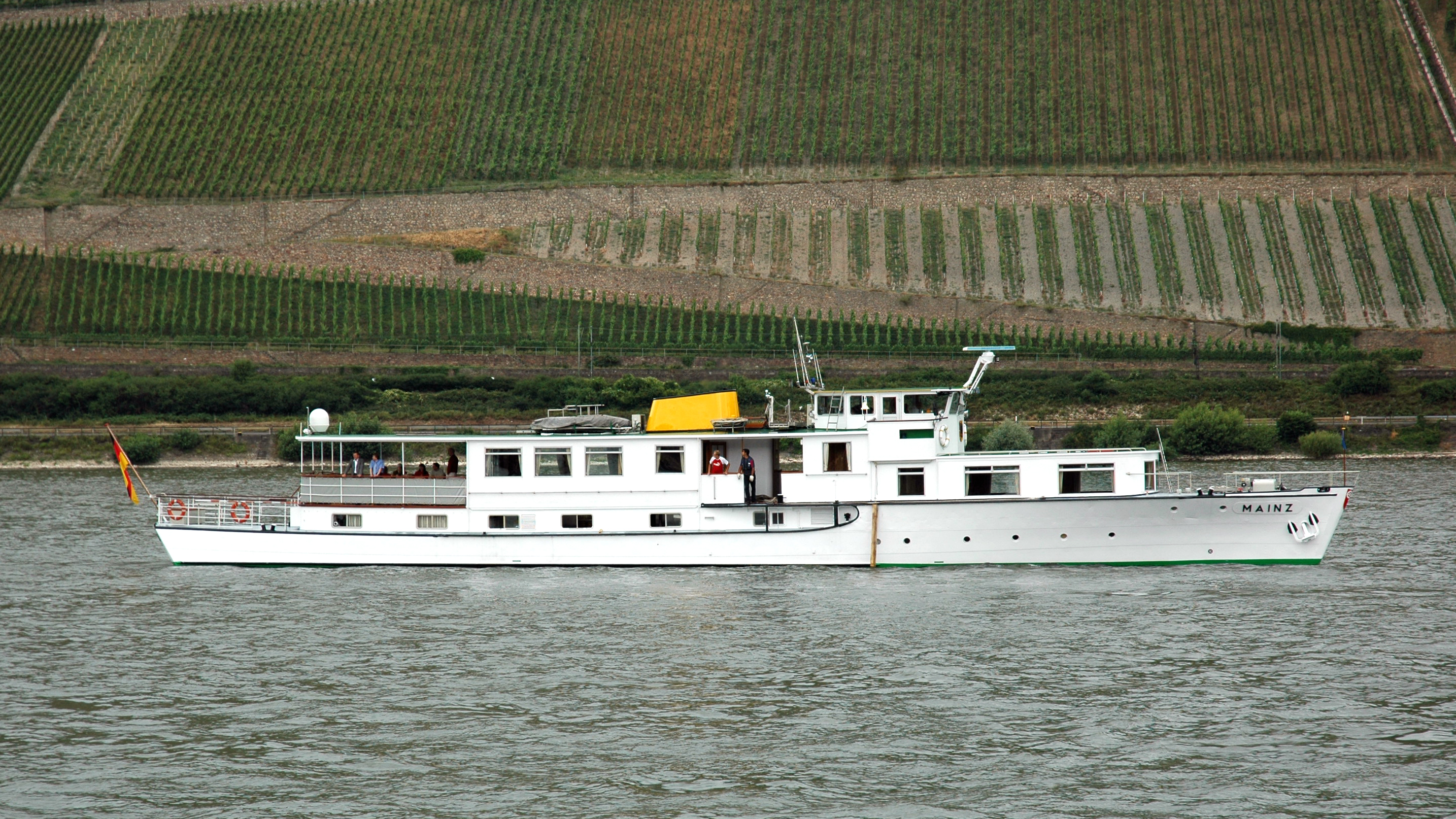
Die Mainz auf dem Rhein
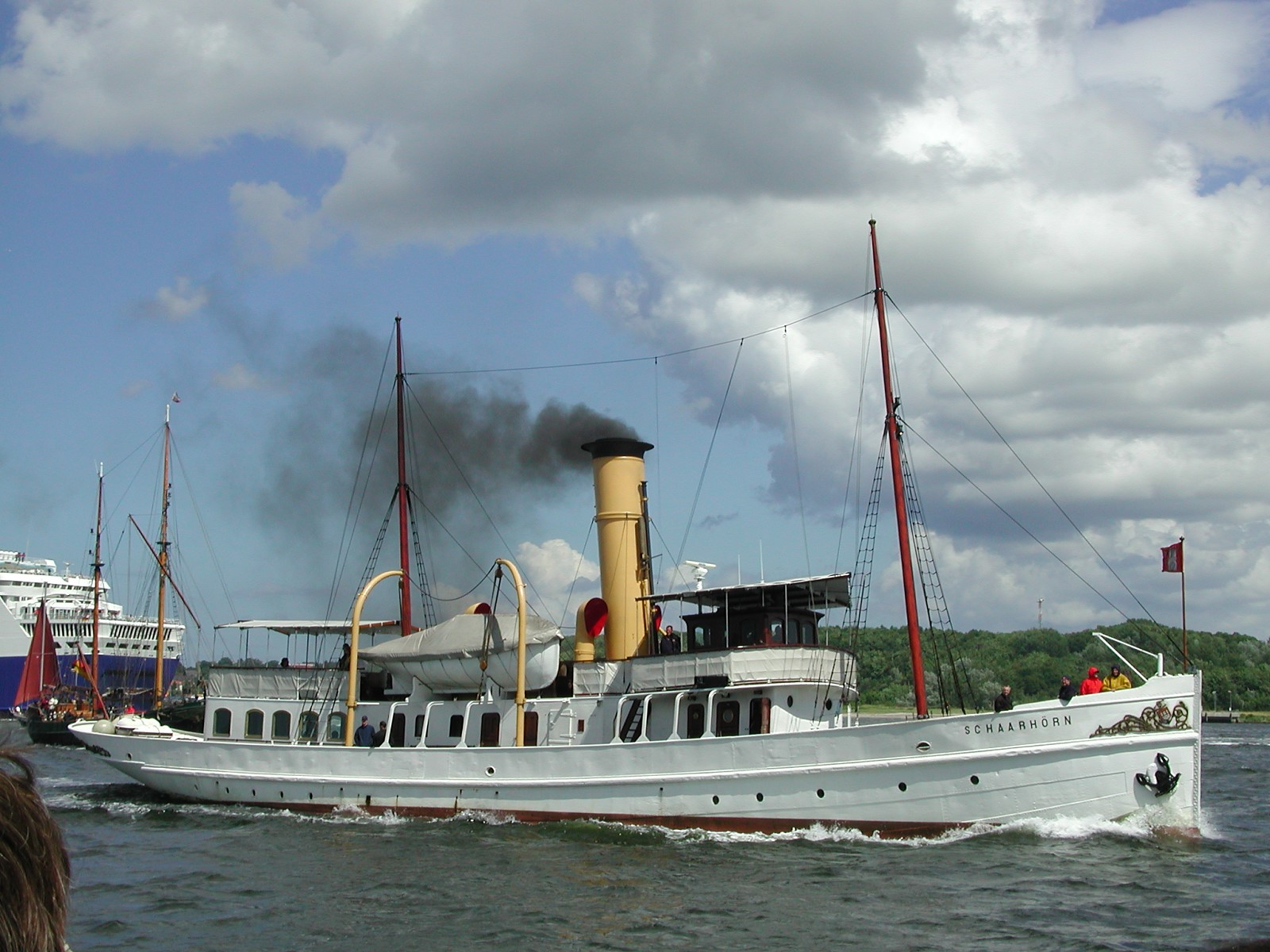
Ehemaliges Bereisungs- und heutiges Traditionsschiff Schaarhörn
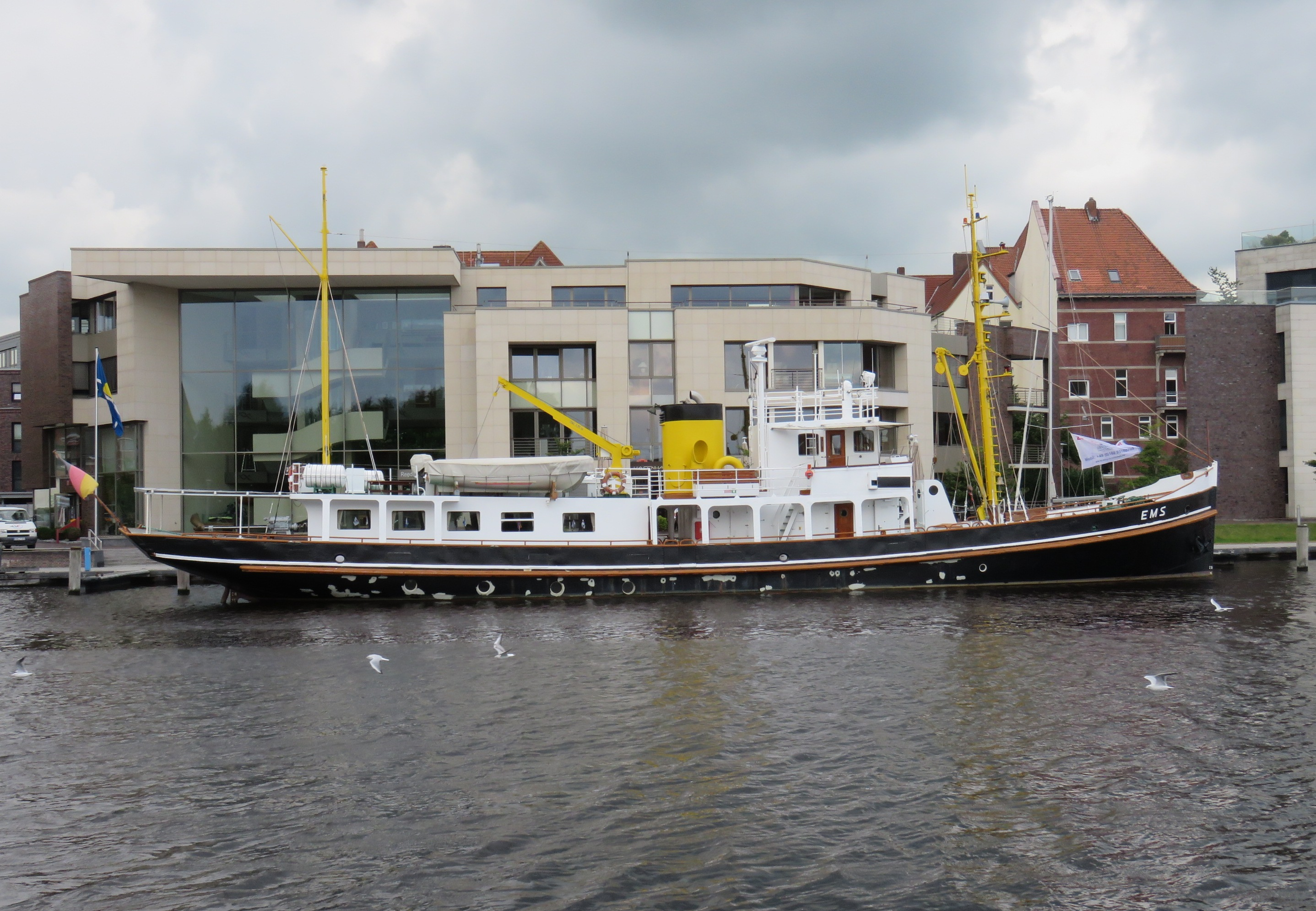
Ehemaliges Bereisungs- und heutiges Traditionsschiff Ems
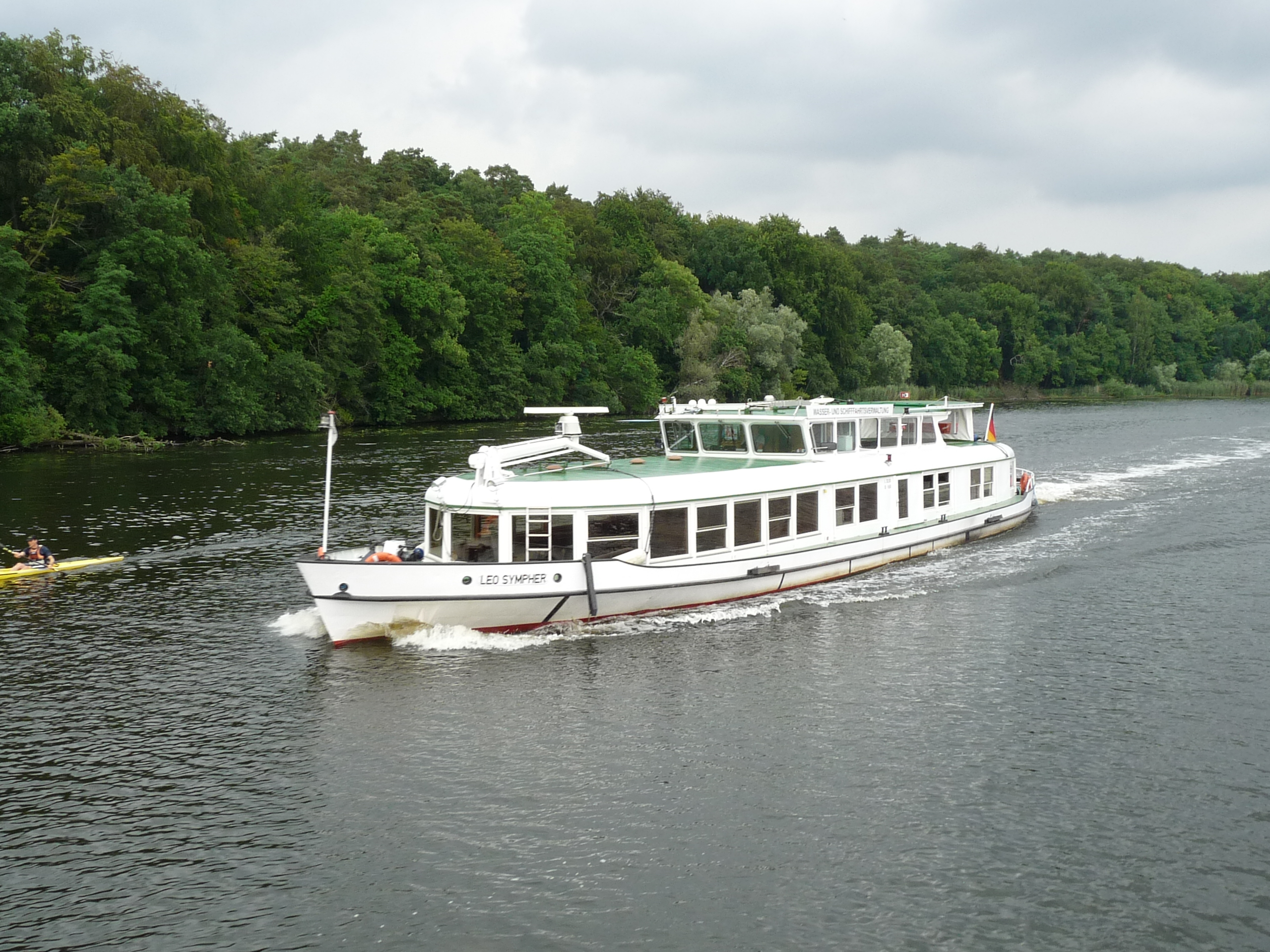
Ehemaliges Bereisungsschiff Leo Sympher